# Juan de Estrada
Fray Juan de Estrada de la Magdalena, (Ciudad Real ¿? - Picón, 1570) dominico y traductor español del siglo XVI d. C., impresor del primer libro editado en el Nuevo Mundo.

## Biografía
Nació en Ciudad Real. Su padre, Alonso de Estrada, fue el último gobernador de México y por tanto el predecesor del primer virrey, Antonio de Mendoza. Cuando pasó a América dejó a su hijo estudiando con los dominicos, y luego se reunió con su padre, más o menos por 1530. Recibió el hábito dominico en el Convento de Tepetlaoztoc (Tepetlaoxtoc de Hidalgo) y a los diez meses profesó en México con el nombre de Fray Juan de la Magdalena. Luego estudió Artes y Teología, y después la lengua náhuatl, que aprendió muy bien. Fue vicario de Coyoacán y otras casas de la Provincia de Santiago. Siendo ya viejo determinó volver a España y, tras vivir en Madrid unos años, se retiró al Convento de la Vera convidado de su mayor recolección y observancia, donde enfermó por los grandes rigores y abstinencias que usaba. Se trasladó entonces a Ciudad Real para recobrar la salud en compañía de su hermano Luis Alfonso de Estrada, pero al no lograr alivio lo llevó a Picón, de cuya villa era señor; al agravarse aún más, murió en 1570. Llevaronle a enterrar al Convento de su patria. Siendo novicio tradujo, y publicó más tarde, La Escalera espiritual para llegar al Cielo, de san Juan Clímaco (México: Juan Pablos, 1532). El padre Echard dice de este libro lo siguiente:

Acostumbrándose a repartir a los novicios la Escalera de San Juan Climaco, le encargaron, dice el Padre Fr. Agustín Dávila (de quien hemos tomado las noticias de su vida) la traduxese en castellano por ser buen latino y romancista. Dávila añade que esta obra no estaba antes en castellano, siendo así que muchos años antes la mandó traducir y publicar el Cardenal Cisneros. La versión de nuestro Fr. Juan tiene la singularidad de ser el primer libro que se imprimió en México. En el año de 1532. Dice el Maestro Gil González Dávila que el virrey D. Antonio de Mendoza llevó la Imprenta a México. El primer impresor fue Juan Pablos. Y el primer libro que se imprimió en el nuevo Mundo fue el que escribió San Juan Climaco traducido de Latin en Castellano por el padre fr. Juan de la Magdalena, dominico.